# Taskumattitalot
Les tours flasques de poche (finnois : Taskumattitalot) est un groupe de quatre tours d'habitation construites dans le quartier Tapiola de la ville d'Espoo en Finlande.

## Présentation
Les tours flasques de poche sont quatre immeubles résidentiels construits de 1959 à 1961 dans la section Länsikorkee du quartier de Tapiola,.
Conçus par l'architecte Viljo Revell, les quatre bâtiments comptent neuf étages et mesurent 30 mètres de haut.
Les tours dominent l'apparence du quartier et sont devenues des symboles de Tapiola.
Tapiola est un environnement culturel bâti d'importance nationale, et parmi le parc immobilier, entre autres, les Taskumattitalot sont des points de repère de Tapiola.
Les deux premières tours, les plus au nord, Asunto-osakeyhtiö Säästökontu et Asunto-osakeyhtiö Tornitaso ont été construites en 1959.
Säästökontu a été l'un des premiers collecteurs d'épargne-logement en Finlande.
Les deux autres tours, Asunto-osakeyhtiö Tornikontu et Asunto-osakeyhtiö Nelostorni ont été construites en 1961.
Les tours ont été appelées tours flasques de poche avant même qu'elles ne soient achevées, en septembre 1957.
La superficie totale des bâtiments est de 3220 mètres carrés et chaque étage a une superficie de 358 mètres carrés.
Les lots des bâtiments vont de 1100 à 2050 mètres carrés de superficie.
Le collectif formé par les bâtiments comprend également Asunto-osakeyhtiö Riistakallio construit en 1961, un bâtiment à lamelles oblongues de cinq étages,.

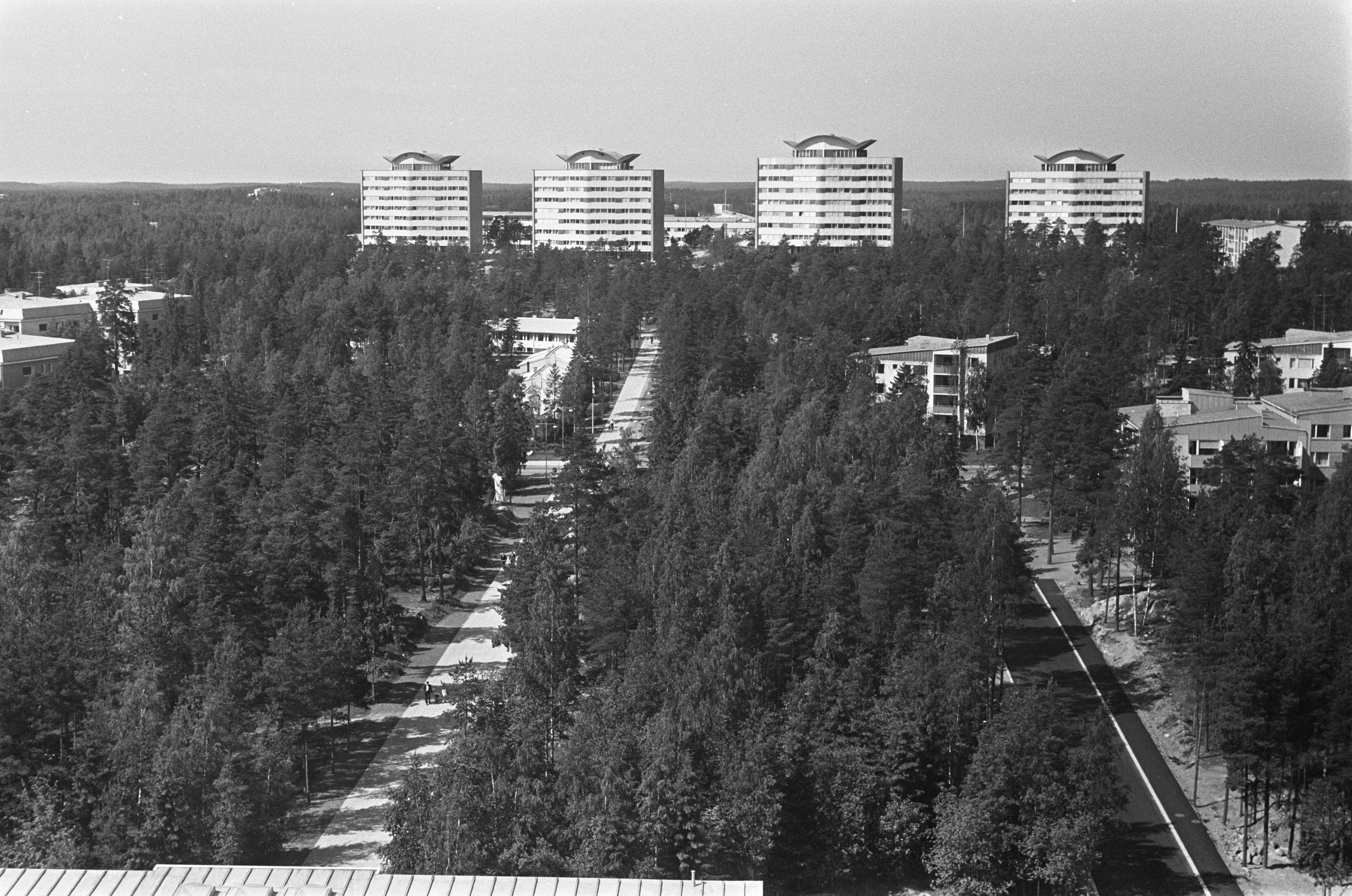
Les quatre tours.